# Gaby Wolff
Pour les articles homonymes, voir Wolff.
Gaby Ernestine Wolff (parfois écrit Wolf), mieux connue comme Gaby Wolff (dite Nini), épouse Cohen (9 mars 1923 à Strasbourg - 1er mai 2012 à Paris 15e) est une assistante sociale, jardinière d'enfants juive orthodoxe, résistante, qui aidera les enfants survivants du camp de Buchenwald et dont Elie Wiesel se souviendra avec affection.

## Biographie
Gaby Wolff est née le 9 mars 1923 à Strasbourg (Bas-Rhin) dans une famille juive orthodoxe. Elle est la fille d'Edmond et Sophie Wolf. Son père est marchand de grains et farines à Saverne (Bas-Rhin). Elle a trois frères : Raymond, Lazare et Francis.
Elle grandit à Ingwiller (Saverne).
En 1940, sa famille se replie à Gannat (Allier).
Elle passe son baccalauréat en philosophie à Limoges en 1941, en même temps que Marcel Mangel, le futur mime Marcel Marceau, elle réussit mais Marcel Mangel rate.
Elle rejoint les "éclaireuses aînées".
Gaby Wolff connaît l'existence des maisons d'enfants de l'Œuvre de secours aux enfants (OSE), mais Andrée Salomon, qu'elle rencontre sur un quai de gare, lui conseille d'acquérir une formation avant de s'engager.
Elle passe donc le diplôme de jardinière d'enfants, à l'école Montessori de mademoiselle Brandt, école de Strasbourg évacuée à Vichy. Elle fait ses premières armes avec tous les enfants du personnel politique vichyssois : le petit-fils de madame Pétain, les enfants du docteur Bernard Ménétrel (médecin personnel du maréchal Pétain) et le fils de Charles du Paty de Clam (dernier Commissaire au Commissariat général aux questions juives).

### Brout-Vernet
En mai 1943, Jacques Cohn devient directeur pédagogique de la Maison d'enfants de Broût-Vernet au château de Morelles, à Broût-Vernet (Allier), maison d’enfants de stricte observance religieuse, fondée en 1940 par l’O.S.E..
Il recrute Gaby Wolff, rencontrée à la boucherie cacher de Vichy.
En novembre 1943, la Gestapo arrête le directeur, le Dr Joseph Cogan, avec ses deux jeunes enfants. L’O.S.E. décide de
fermer la maison et de disperser les enfants, en les plaçant sous une fausse identité, ou en les faisant passer en Suisse.

### Les enfants survivants de Buchenwald
Gaby Wolff s'occupe de l'accueil et de l'insertion des enfants survivants du camp de Buchenwald,. Avec Judith Hemmendinger, elle aide, en particulier, Elie Wiesel, Naphtali Lau-Lavie, Israel Meir Lau et Menashe Klein.

### Elie Wiesel et Gaby Wolf
Elie Wiesel se souviendra avec affection d'elle et elle de lui.
Voici ce qu'écrit Wiesel :
"Comment as-tu fait, Judith (Judith Hemmendinger) , comment avez-vous fait pour nous apprivoiser ? Niny (Gaby Wolf), cette jeune éducatrice si belle et si dévouée, comment a-t-elle-fait pour tenir tant de semaines parmi nous, avec nous ? (...) Rationnellement, Judith, nous étions condamnés à vivre cloîtrés, comme de l'autre côté de la muraille. Et pourtant, en peu de temps, nous réussîmes à nous retrouver du même côté. Ce miracle là, à qui le devons-nous? Comment l'expliquer ? À quoi l'attribuer ? À nos affinités religieuses ? Aux vôtres ? Le fait est que tous ces enfants auraient pu basculer dans la violence ou opter pour le nihilisme : vous avez su les diriger vers la confiance et la réconciliation." .
Lors de la célébration de son 80e anniversaire, Elie Wiesel mentionne Nini:
"De tous les événements qui dominent les festivités de mon 80e anniversaire, celui qui nous réunit ici à Taverny est le plus émouvant. J'y retrouve les amis du passé avec qui j'ai un lien très puissant même si je ne les vois pas très souvent. Je retrouve Nini (Gaby Cohen) et Judith Hemmendinger et, avec elles, une période de ma vie où j'avais tant besoin de leur présence, Je parle de tous ces gens dans mes mémoires.",,.